# 歯科医師国家試験
歯科医師国家試験（しかいしこっかしけん）とは、国家資格である歯科医師免許を取得するための国家試験である。歯科医師法第2条、第6条の規定により、歯科医師になるためにはこの国家試験に合格し、その後歯科医籍に登録し、厚生労働大臣から免許を受けなければならない。歯科医籍への登録申請場所（再交付申請）は保健所でありその後厚生労働省にて歯科医籍へ登録される。新規に免許を取得する場合は全国一律、登録免許税6万円を納付しなければならない。歯科医師免許取得後1年以上の卒後臨床研修を修了しなければならない。
歯科医師国家試験の合格率は低下傾向が続いている。近年の合格者数は2000人前後、受験者数約3200人前後であり合格率は約65%程度である。各大学歯学部6学年で行われる歯学部歯学科卒業試験不合格による留年などにより歯科医師国家試験に志願（6学年秋に厚生労働省に志願）はしたが、卒業試験（秋から冬にかけて数度）に合格出来ず（卒業不可、留年）国家試験に受験出来ない者も少なからずいる。理系文系問わず他学部に比べると各学年での留年者、卒業不可となる者は特に多い。これは1学年より6学年で実習も含む全ての科目での単位取得が進級に必修単位である為であり、一定の単位を取得すれば卒業可能な一般的な学部と違う点にある。
受験条件は、歯科医師法第11条に規定されているが、受験者の大部分は第1項に定められている日本国内の6年制の歯学部、歯科大学を卒業したものであり、2004年に実施された第97回歯科医師国家試験においても、約3,000名の受験者の内、歯科医師国家試験予備試験合格（第2項）及び認定（第3項）により受験したものは合計で5名（うち合格2名）にすぎない。

## 受験資格
1. 学校教育法（昭和22年法律第26号）に基づく大学において、歯学の正規の課程を修めて卒業した者（卒業見込みの者を含む。）
2. 歯科医師国家試験予備試験に合格した者で、合格した後1年以上の診療及び口腔衛生に関する実地修練を経たもの（実地修練終了見込みの者を含む。）
3. 外国の歯科医学校を卒業し、又は外国で歯科医師免許を得た者であって、厚生労働大臣が1.又は2.に掲げる者と同等以上の学力及び技能を有し、かつ、適当と認定したもの
4. 沖縄の復帰に伴う厚生省関係法令の適用の特別措置等に関する政令（昭和47年政令第108号）第18条第1項の規定により沖縄復帰前に琉球政府の歯科医師法（1955年立法第75号）の規定による歯科医師免許を受けたものとみなされる者であって、厚生労働大臣が認定した者。

## 試験日・合格発表日
第98回までは試験日が例年3月中旬、合格発表日が例年4月中旬であった。しかし平成17年より歯科医師臨床研修が義務となったため、これを円滑に実施する理由から、第99回より1箇月近く早まることとなった。
- 試験日
  - 第101回　平成20年2月9,10日
  - 第102回　平成21年2月7,8日

- 合格発表日
  - 第101回　平成20年3月27日
  - 第102回　平成21年3月27日

## 試験地
- 北海道、宮城県、東京都、新潟県、愛知県、大阪府、広島県、福岡県

## 試験科目
- 臨床上必要な歯科医学及び口腔衛生に関して、歯科医師として具有すべき知識及び技能。

## 試験範囲
- 上記試験科目から基礎医学、基礎歯学、臨床歯学、歯科診療時に必ず具有しておかなければならない臨床医学、臨床薬学、栄養学、災害医学、法医学、公衆衛生学、労働衛生、外国語診療における英語能力等、試験範囲の線引きはされていないが、歯科医師として必要な様々な知識を問われる。
- 必須問題
  - 基礎医学系問題が中心
- 総論問題
  - 保健医療総論 公衆衛生学
  - 歯科保健医療総論
- 一般問題 臨床問題
  - 疾患の予防・管理
  - 歯科疾患の予防・管理
  - 歯内療法学
  - 歯周療法学
  - 保存修復学
  - 全部床義歯学
  - 部分床義歯学
  - クラウン・ブリッジ学
  - 小児歯科学
  - 歯科矯正学
  - 口腔外科学 全身管理
  - 歯科放射線学 全身管理
  - 歯科麻酔学 全身管理
  - 様々な全身疾患について歯科医師として具有すべき臨床医学や臨床薬学。

## 合格基準
下記の基準を全て満たした者が合格となる（実施毎に変化するので注意）。なお、受験者には合否に関わらず「成績等通知書」が発行される。なお下記の基準は第100回試験の基準である。
- 一般問題　　　　　　　134点以上／209点
- 臨床実地問題　　　　　150点以上／260点
- 必修問題　　　　　　　34点以上／43点
- 禁忌肢問題選択数　　　2問以下
- 基準点以下の領域数　　0領域

ただし必修問題は50問設定されたうち、7問が「問題としては正しいが必修問題としてはふさわしくない問題」として採点された。そのためこの7問に関しては正解者は点数に加算、不正解者は問題を削除扱いとすることで公平性を設けている。そのため必修問題の満点が受験者毎に異なっているが、合格基準は「満点の8割」である。これらの合格基準は、年々厳しくされており合格率を下げている。
第102回試験の基準である。一般問題（必修問題を含む）を1問1点、臨床実地問題を1問2.5点とし、次の5つの条件を全てを満たしたものを、合格とする。
- 一般問題　　　　　　　115点以上
- 臨床実地問題　　　　　155点以上
- 必修問題　　　　　　　40点以上
- 禁忌肢問題選択数　　　2問以下
- 基準点以下の領域数　　0領域

103回からは必修問題、禁忌肢はとくに変更はないが、一般問題、臨床実地問題から、A～C領域に変更され、A領域（主に基礎、衛生）、B領域（主に保存系、小児歯科、矯正）、c領域（主に補綴系、口腔外科、麻酔、放射）のように科目別になっている。必修、一般問題は1問1点だが、臨床実地問題は1問3点となった。

## 難問化と合格率の低下
- かつては、合格率が90%台で安定していたことから「資格試験」「確認試験」と揶揄され、現役の歯科医からも歯大や歯学部の予備校化が問題視されていた[2]。
- 対策として歯科医師国家試験の合格率は急激に下げられている。実際、近年の合格率は60%代（既卒者30%）[1]であり第103回から「医学英語を問う問題」、第107回から「法医学を問う問題」、第116回から「漢方の知識を問う問題」が導入されるなど出題範囲も年々拡大している。
- 第102回、多肢選択型（いわゆる「スーパーエックス問題（個数問題のこと）」）が新たに出題されることになり、その試験難易度はさらに増すこととなっている。第103回からは、必修問題の増加(50題→70題）、スーパーエックスの増加、Lタイプ、Cタイプなどの新タイプの問題の出現が予想されている。
- 第103回、「診療に必要な医学英語」が出題基準に新規導入[3]。歯科医師国家試験に英語問題の出題が開始された。（医師国家試験は1回前の第103回医師国家試験から出題開始）
- 第105回、多肢選択型（スーパーX問題）を可及的に減じ、代わりに計算問題や多選択肢形式（7つの選択肢から正解を選ぶ）が出題される[4]。
- 第107回、法医学（法歯学）が導入[5]。合格率63.3%と過去最低となり、新卒既卒を分母とした場合に合格率90%を超えた国公立大学歯学部が1校もないという結果となった。
- 第109回は第90回以降で合格者数が初めて2000人を割り込んだ。
- 第116回、必修問題にA問題（5つの選択肢から1つの正解を選ぶ形式）に加え、X2問題（5つの選択肢から2つの正解を選ぶ形式）を導入[6]。出題内容に「和漢薬を服用する高齢者や全身疾患を持つ者等への対応に 関する内容」追加となり「漢方薬」の知識を問う出題が開始[6]。
- 第119回、多肢選択型問題（いわゆる「スーパーX問題」）が廃止された[7]。スーパーX問題は第105回以降、受験者の負担軽減のために「可及的に減じる」とされていた。

| 回      | 施行年         | 受験者数 | 合格者数 | 合格率 |
| ------- | -------------- | -------- | -------- | ------ |
| 第90回  | 1997（平成9）  | 3,083    | 2,710    | 87.9%  |
| 第91回  | 1998（平成10） | 3,017    | 2,655    | 88.0%  |
| 第92回  | 1999（平成11） | 3,056    | 2,554    | 83.6%  |
| 第93回  | 2000（平成12） | 3,014    | 2,102    | 69.7%  |
| 第94回  | 2001（平成13） | 3,446    | 3,125    | 90.7%  |
| 第95回  | 2002（平成14） | 2,956    | 2,462    | 83.3%  |
| 第96回  | 2003（平成15） | 3,208    | 2,932    | 91.4%  |
| 第97回  | 2004（平成16） | 2,960    | 2,197    | 74.2%  |
| 第98回  | 2005（平成17） | 3,343    | 2,493    | 74.6%  |
| 第99回  | 2006（平成18） | 3,308    | 2,673    | 80.8%  |
| 第100回 | 2007（平成19） | 3,200    | 2,375    | 74.2%  |
| 第101回 | 2008（平成20） | 3,295    | 2,269    | 68.9%  |
| 第102回 | 2009（平成21） | 3,531    | 2,383    | 67.5%  |
| 第103回 | 2010（平成22） | 3,465    | 2,408    | 69.5%  |
| 第104回 | 2011（平成23） | 3,378    | 2,400    | 71.0%  |
| 第105回 | 2012（平成24） | 3,326    | 2,364    | 71.1%  |
| 第106回 | 2013（平成25） | 3,221    | 2,366    | 71.2%  |
| 第107回 | 2014（平成26） | 3,200    | 2,025    | 63.3%  |
| 第108回 | 2015（平成27） | 3,138    | 2,003    | 63.8%  |
| 第109回 | 2016（平成28） | 3,103    | 1,973    | 63.6%  |
| 第110回 | 2017（平成29） | 3,049    | 1,983    | 65.0%  |
| 第111回 | 2018（平成30） | 3,159    | 2,039    | 64.5%  |
| 第112回 | 2019（平成31） | 3,232    | 2,059    | 63.7%  |
| 第113回 | 2020（令和2）  | 3,211    | 2,107    | 65.6%  |
| 第114回 | 2021（令和3）  | 3,284    | 2,123    | 64.6%  |
| 第115回 | 2022（令和4）  | 3,198    | 1,969    | 61.6%  |
| 第116回 | 2023（令和5）  | 3,157    | 2,006    | 63.5%  |
| 第117回 | 2024（令和6）  | 3,117    | 2,060    | 66.1%  |
| 第118回 | 2025（令和7）  | 3,039    | 2,136    | 70.3％ |